# Jedousovský rybník
Jedousovský rybník  o rozloze vodní plochy 3,0 ha se nalézá na jižním okraji obce
Jedousov u polní cesty vedoucí z Jedousova do osady Podhorky, místní části městyse Choltice v okrese Pardubice. Rybník je využíván pro chov ryb a zároveň představuje lokální biocentrum pro rozmnožování obojživelníků. Nad rybníkem se nalézá malý násadový rybníček.

## Galerie

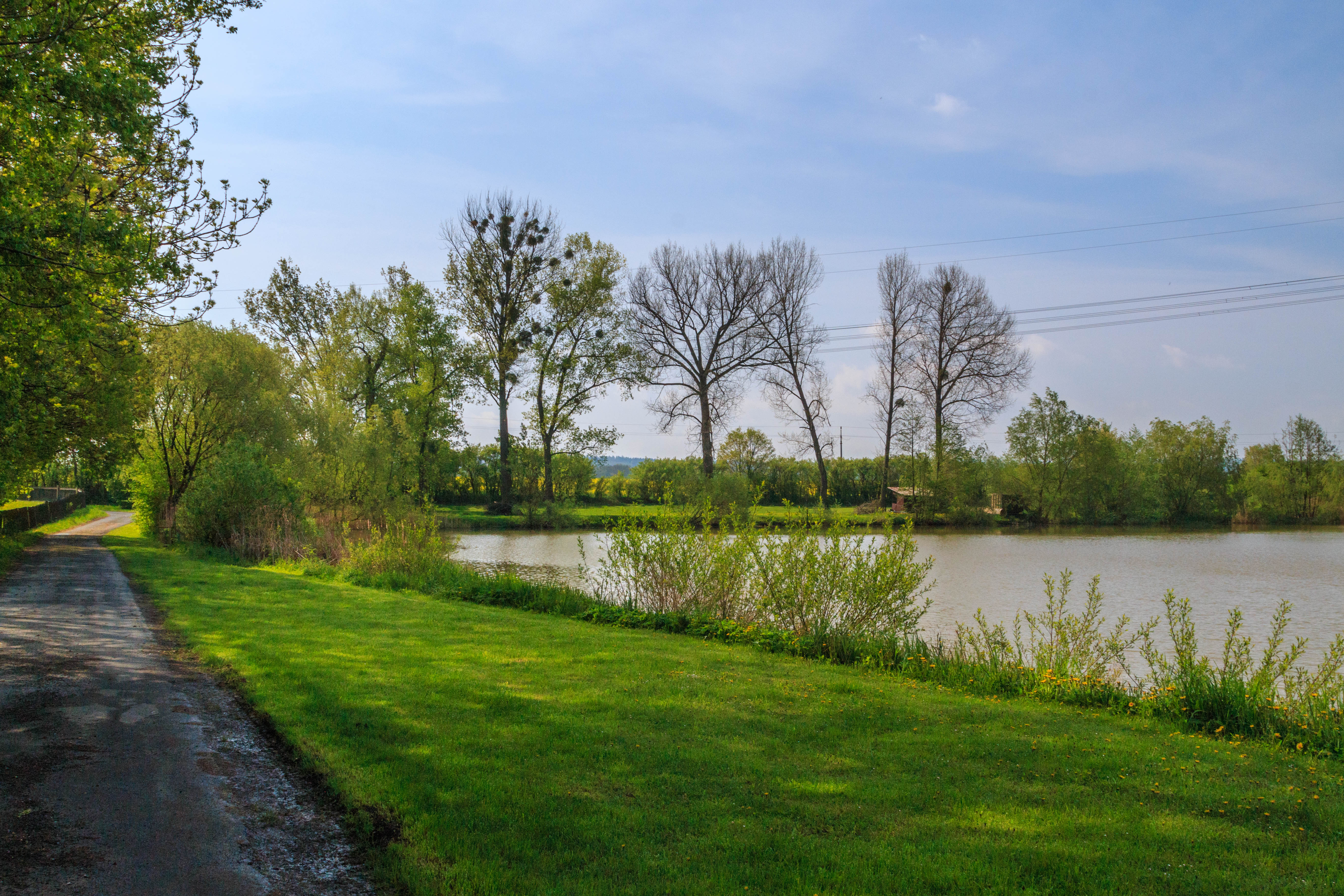
pohled na Jedousovský rybník
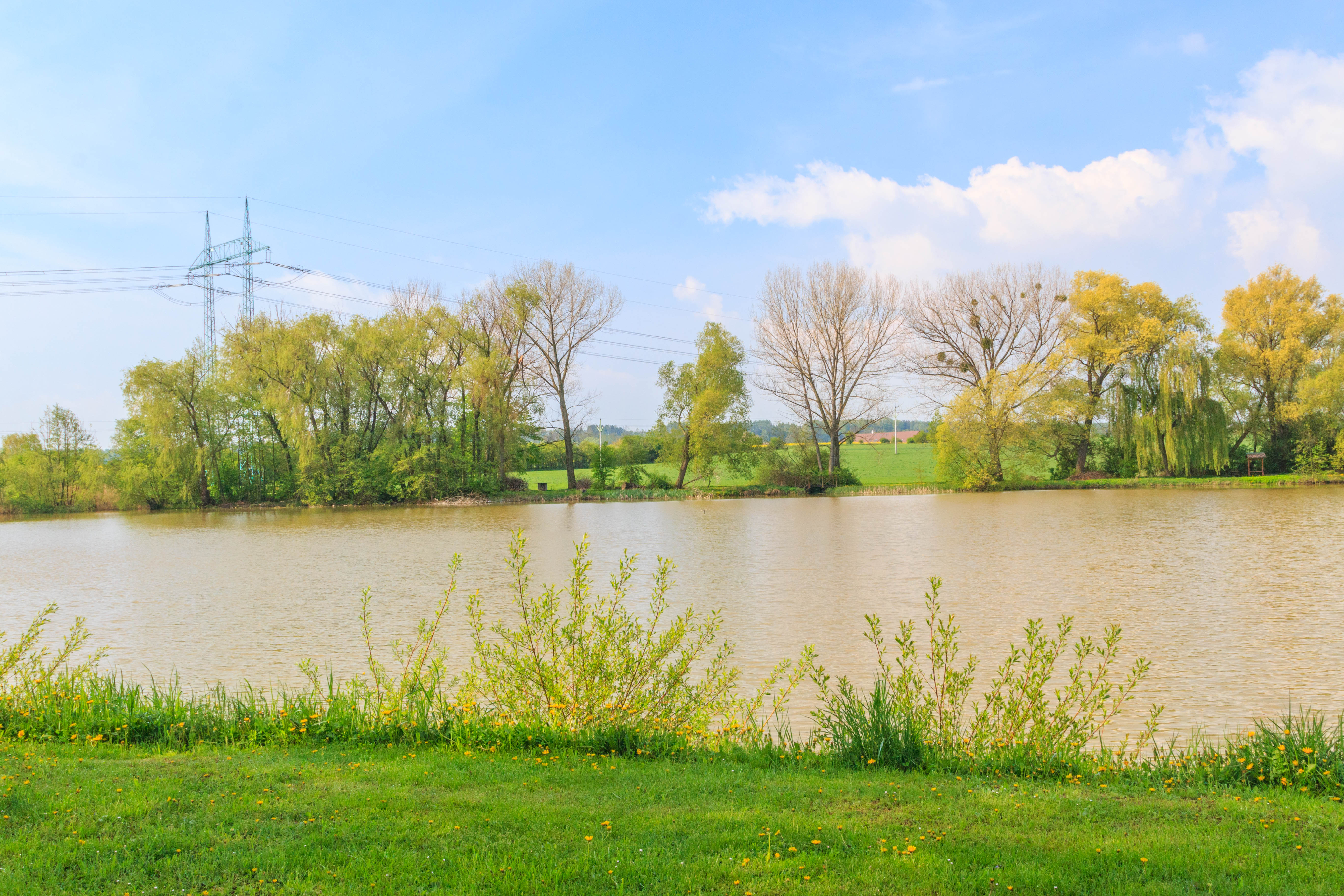
pohled na Jedousovský rybník
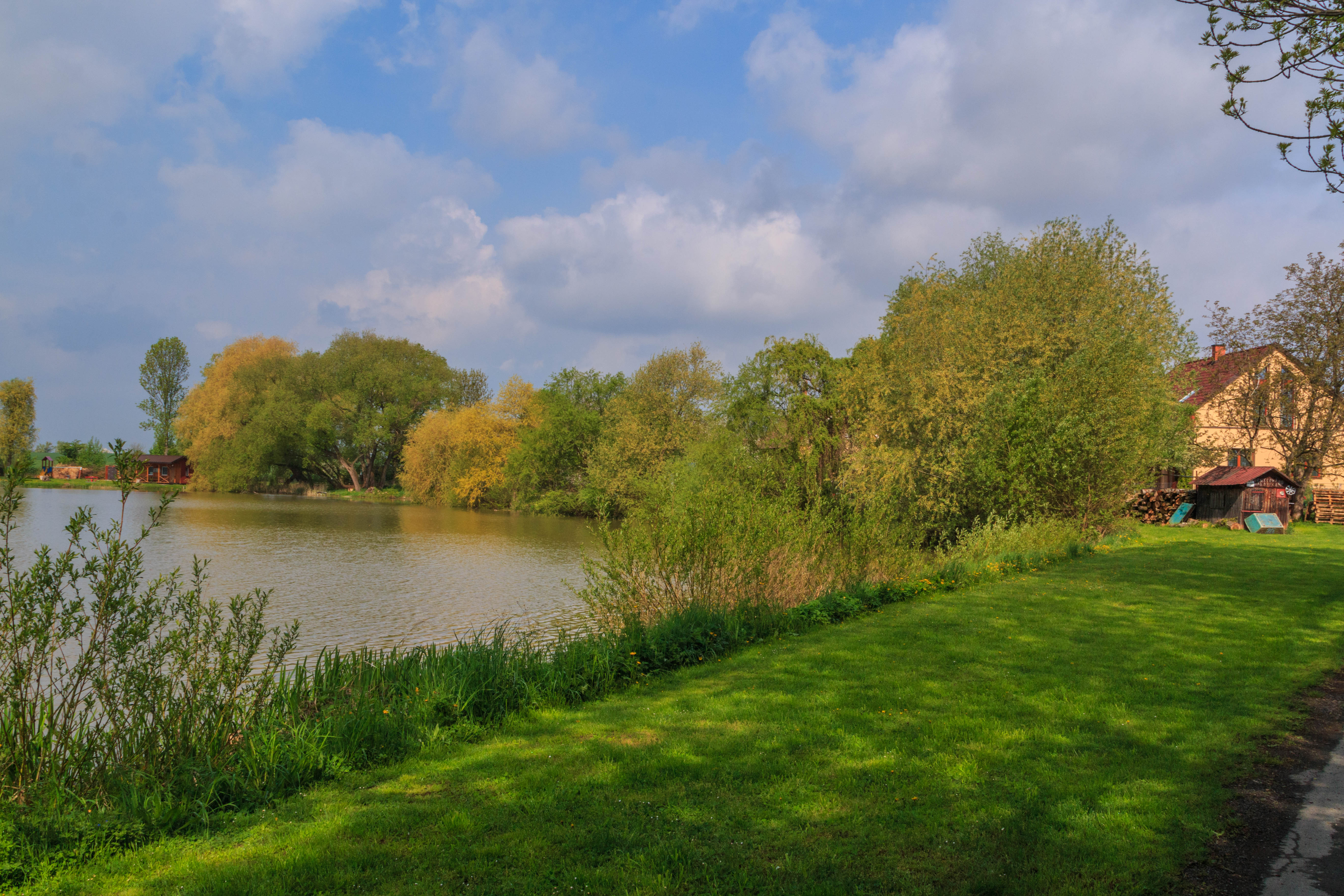
pohled na Jedousovský rybník
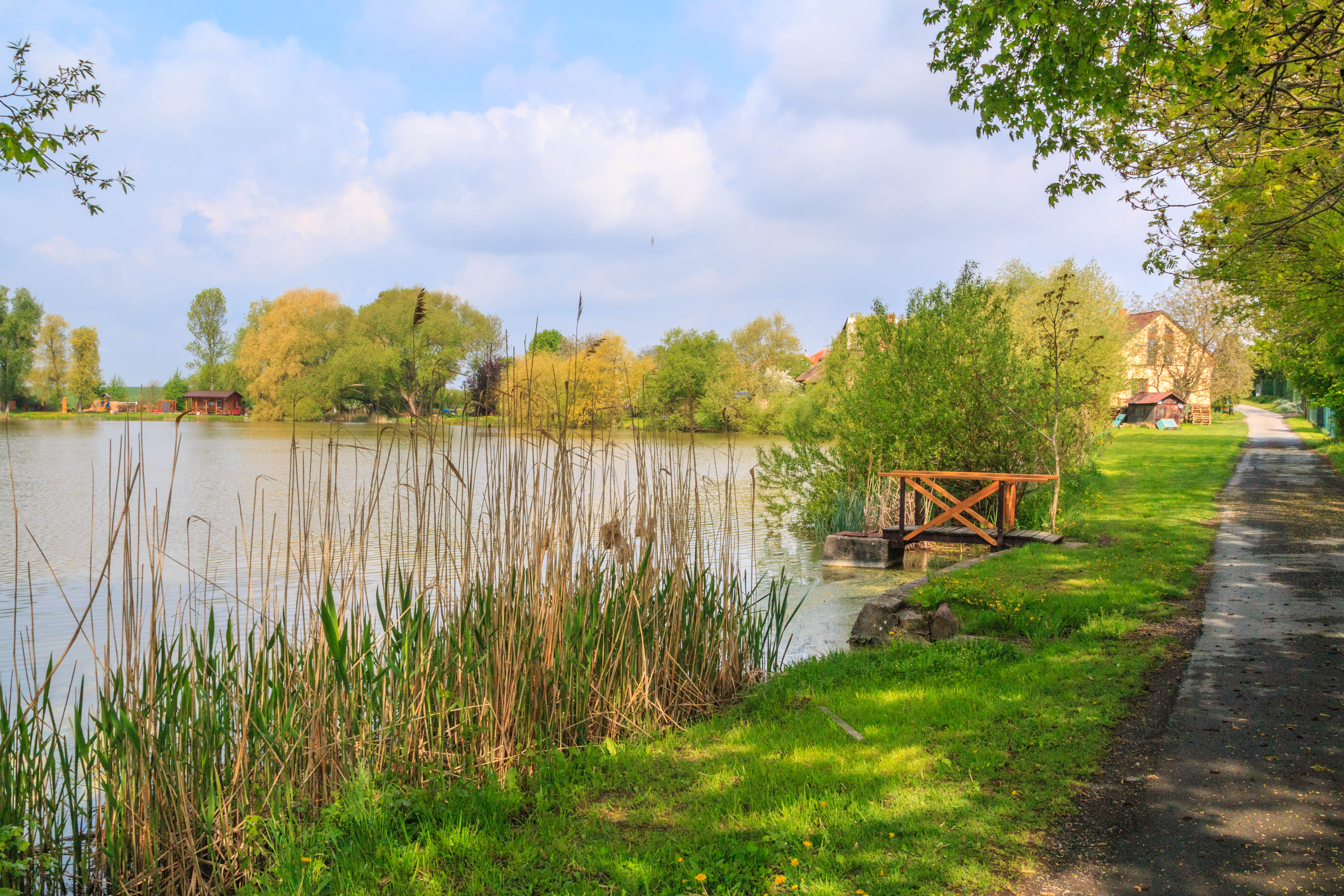
pohled na Jedousovský rybník